# Фридрих Франц I Мекленбургский
Фридрих Франц I, (нем. Friedrich Franz I. von Mecklenburg; 10 декабря 1756, Шверин — 1 февраля 1837, Людвигслюст) — герцог Мекленбурга, с 1785 года правивший в Мекленбург-Шверине, после Венского конгресса 1815 года — великий герцог Мекленбург-Шверина.

## Биография
Фридрих Франц I — сын наследного принца Людвига Мекленбургского и принцессы Шарлотты Софии Саксен-Кобург-Заальфельдской.
31 мая 1775 года он женился на Луизе Саксен-Готской, дочери принца Иоганна Августа Саксен-Гота-Альтенбургского. Церемония состоялась во дворце Фриденштайн в Готе.
Фридрих Франц стал правителем Мекленбург-Шверина 17 июня 1785 года после смерти своего бездетного дяди Фридриха Мекленбургского. В начале правления он вывел из-под залога последние деревни, заложенные при Карле Леопольде по имперской экзекуции Пруссии в 1731 году.
Фридрих Франц I устранил новые несоответствия с Ростоком, возникшие после Второго Ростокского династического договора 1788 года. Он предоставил городу специальные права, действовавшие до 1918 года, и объединил Ростокский университет и Герцогский университет Фридриха, открывшийся в Бютцове в 1760 году, отпочковавшись от первого. Фридрих Франц расширил свои владения с помощью главного комитета имперской депутации, благодаря которому к его землям присоединились владения-эксклавы любекского госпиталя Святого Креста, и по Мальмёскому залоговому договору 1803 года сначала получил от Швеции, поначалу в залог, исконные мекленбургские владения Висмар, Пёль и амт Нойклостер.
В Наполеоновских войнах Фридрих Франц I сначала соблюдал нейтралитет, но после битвы при Йене и Ауэрштедте 1806 года Мекленбург был оккупирован в декабре 1806 года французскими войсками. После этого Фридрих Франц вместе с семьёй выехал в Альтону под защиту датчан. В июле 1807 года царь Александр I на дипломатических переговорах с Наполеоном добился восстановления власти герцога при условии вступления в Рейнский союз.
После поражения Наполеона в русском походе 1812 года Фридрих Франц первым из немецких князей вышел из Рейнского союза 14 марта 1813 года и стал собирать войска для борьбы с Францией. После этого ему ещё раз пришлось бежать от французов из своей резиденции.
17 июня 1815 года, в день своего 30-летия пребывания на троне Фридрих Франц I получил титул великого герцога. В 1837 году он умер и был похоронен в церкви Доберанского монастыря. Ему наследовал его внук Пауль Фридрих.
12 октября 1799 года был награждён орденом Св. Андрея Первозванного.

## Потомки
В браке Фридриха Франца I и Луизы Саксен-Готской родилось восемь детей, двое из которых умерли при родах.
- Фридрих Людвиг (1778—1819), наследный принц, женат на Елене Павловне
- Луиза Шарлотта (1779—1801), замужем за Августом Саксен-Гота-Альтенбургским
- Шарлотта Фридерика (1784—1840), кронпринцесса Дании как супруга Кристиана VIII до их развода 31 марта 1810 года
- Густав (Вильгельм) (1781—1851)
- Карл Август Кристиан (1782—1833)
- Адольф Фридрих (1785—1821)

Внебрачный ребёнок от Маргариты Елизаветы Бояновской:
- Иоганн Фридрих Эрнст фон Клеебург (1790—1864), женат на Авроре Эмилии Шарлотте фон Штрахвиц и Гебберсдорф (1796—1873)

Внебрачный ребёнок с некой г-жой Детерс:
- Фридрих Мекленбург (ум. 1826)

Внебрачный ребёнок с Луизой Фредерикой Зааль:
- Луиза Фридерика Шарлотта ф. Клайнов (1785—1839)
- Фридерика Клайнов (1794—1849)

Внебрачный ребёнок с Луизой Мюллер:
- Людвиг Кристиан Гельмут фон Мекленбург (1811—1875), женат на Вильгельмине Герке (1816—1881)